# 冷泉村
冷泉村，是中华人民共和国山西省晋中市灵石县两渡镇下辖的一个村。
2010年7月22日，冷泉村公布为第五批中国历史文化名村。
2012年12月17日，冷泉村公布为第一批中国传统村落。